# أبو بكر آدم
أبو بكر محمد آدم (1 يناير 1988) لاعب كرة قدم بحريني الجنسية سعودي المولد تشادي الأصل في مركز قلب الدفاع من 2015.
لعب سابقاً لأندية المنامة و النجمة و الرفاع المحرق و الاتفاق و العروبة السعوديين .

## الإنجازات

### الرفاع
- الدوري البحريني الممتاز (1): 2012

## روابط خارجية
- أبو بكر آدم على موقع ناشيونال فوتبول تيمز (الإنجليزية)
- أبو بكر آدم على موقع Soccerway.com (الإنجليزية)